# Dipol załamany

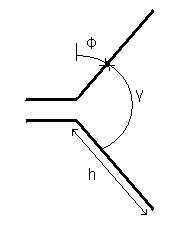
Dipol załamany o kącie rozwarcia ramion γ

Dipol załamany (zwany za względu na kształt anteną typu V) – antena dipolowa stosowana zamiast dipoli prostych w celu zwiększenia ich kierunkowości.
Charakterystyka promieniowania anteny typu V jest superpozycją promieniowań pochodzących od obu ramion. Przy odpowiednim kącie rozwarcia można wytłumić listki boczne i zwiększyć moc na kierunku maksymalnego promieniowania. Kolejną zaletą anteny typu V w porównaniu do dipola prostego jest przewaga listka głównego nad wstecznym.
Maksymalna kierunkowość anteny V wynosi:
{\displaystyle D=2{,}94\left({\frac {h}{\lambda }}\right)+1{,}15.}
Kierunkowość określoną powyższym wzorem osiąga się dla kąta rozwarcia ramion określonego następująco:
{\displaystyle {\begin{aligned}&\gamma =152\left({\frac {h}{\lambda }}\right)^{2}-388\left({\frac {h}{\lambda }}\right)+324,&{\text{dla}}\;\;0{,}5\leqslant \left({\frac {h}{\lambda }}\right)\leqslant 1{,}5,\\&\gamma =11{,}5\left({\frac {h}{\lambda }}\right)^{2}-70{,}5\left({\frac {h}{\lambda }}\right)+162,&{\text{dla}}\;\;1{,}5\leqslant \left({\frac {h}{\lambda }}\right)\leqslant 3{,}0,\end{aligned}}}
gdzie:
{\displaystyle h} – długość ramienia,
{\displaystyle \gamma } – kąt rozwarcia ramion.
{\displaystyle \lambda } – długość fali,